# Paramètre d'un modèle de langage
Un paramètre dans un modèle de langage est un élément qui détermine le comportement du modèle lorsqu'il traite ou génère du langage naturel. Dans le contexte des modèles de langage, en particulier les grands modèles de langage (LLM), un paramètre est généralement un poids associé à une connexion entre les neurones dans le réseau de neurones du modèle. Les paramètres sont les éléments fondamentaux qui permettent aux modèles de langage de fonctionner et de s'adapter à une grande variété de tâches liées au langage naturel.
Les paramètres sont ajustés pendant l'entraînement du modèle pour optimiser la performance du modèle sur des tâches spécifiques, comme la prédiction de texte, la compréhension de la langue, ou la génération de réponses dans une conversation. L'ensemble des paramètres d'un modèle de langage peut être très vaste, souvent de l'ordre du milliard, ce qui permet au modèle de capturer une grande partie de la syntaxe et de la sémantique du langage humain.
Les paramètres sont essentiels car ils permettent au modèle de langage d'apprendre à partir des données d'entraînement et de généraliser cette connaissance pour traiter de nouvelles entrées de manière cohérente et pertinente. Ils sont la base de la capacité du modèle à "comprendre" et à générer du langage qui semble naturel aux utilisateurs humains.

## Avantages induits par l'augmentation du nombre de paramètres
L’augmentation du nombre de paramètres dans les modèles de langage offre plusieurs avantages significatifs :
- meilleure compréhension du langage : avec plus de paramètres, les modèles de langage peuvent mieux analyser les entrées et proposer des sorties plus complexes. Cela leur permet de capturer une plus grande partie de la syntaxe et de la sémantique du langage humain[2].
- génération de texte améliorée : des modèles plus grands sont souvent capables de générer du texte plus cohérent et contextuellement pertinent, ce qui est utile pour des applications comme l’écriture créative et les médias sociaux[4].
- meilleure mémorisation des contextes longs : les modèles avec plus de paramètres ont tendance à avoir une mémorisation accrue des contextes longs, ce qui est crucial pour comprendre des conversations ou des textes plus longs[5].
- connaissance générale étendue : les grands modèles de langage peuvent mémoriser une grande quantité de faits lors de l’entraînement, ce qui leur confère une connaissance générale considérable sur le monde[6].
- polyvalence : les modèles plus grands ne sont pas limités à une seule tâche spécifique, mais peuvent être appliqués à un large éventail de tâches de traitement du langage naturel[2].
- amélioration continue : les performances des grands modèles de langage s’améliorent et évoluent en continu au fur et à mesure que des données et des paramètres sont ajoutés, ce qui permet une adaptation et une optimisation constantes[2].

En somme, l’augmentation du nombre de paramètres dans les modèles de langage permet d’obtenir des modèles plus performants, plus précis et plus flexibles, capables de traiter une variété plus large de tâches liées au langage naturel. Toutefois, il est important de noter que cette augmentation entraîne également des défis, notamment en termes de ressources de calcul nécessaires et de la complexité de l’entraînement et de l’optimisation des modèles.

## Inconvénients de l'augmentation du nombre de paramètres
L'augmentation du nombre de paramètres dans les modèles de langage présente plusieurs inconvénients :
- coût de calcul élevé : les modèles avec un grand nombre de paramètres nécessitent des ressources de calcul importantes, ce qui peut entraîner des coûts élevés et une consommation d'énergie substantielle[7].
- complexité de l'entraînement : plus un modèle a de paramètres, plus il est complexe à entraîner. Cela peut rendre le processus d'entraînement plus long et plus difficile à optimiser[8].
- risque de surajustement : avec un grand nombre de paramètres, il y a un risque accru que le modèle s'ajuste trop précisément aux données d'entraînement, ce qui peut réduire sa capacité à généraliser à de nouvelles données[9].
- difficultés de mise à jour : les grands modèles de langage sont souvent formés une seule fois en raison des contraintes de performances et de coût, ce qui peut limiter leur capacité à s'adapter aux changements rapides du langage et de l'information[10].
- accessibilité limitée : en raison de leur taille et de leurs exigences en matière de ressources, les grands modèles de langage peuvent ne pas être accessibles à tous les chercheurs ou organisations, ce qui peut limiter l'innovation et la collaboration¹.

En résumé, bien que l'augmentation du nombre de paramètres puisse améliorer les performances des modèles de langage, elle s'accompagne de défis significatifs liés au coût, à la complexité, à l'éthique et à la durabilité. Ces inconvénients doivent être pris en compte lors du développement et de l'utilisation de ces modèles.